# Dubonnet Xenia

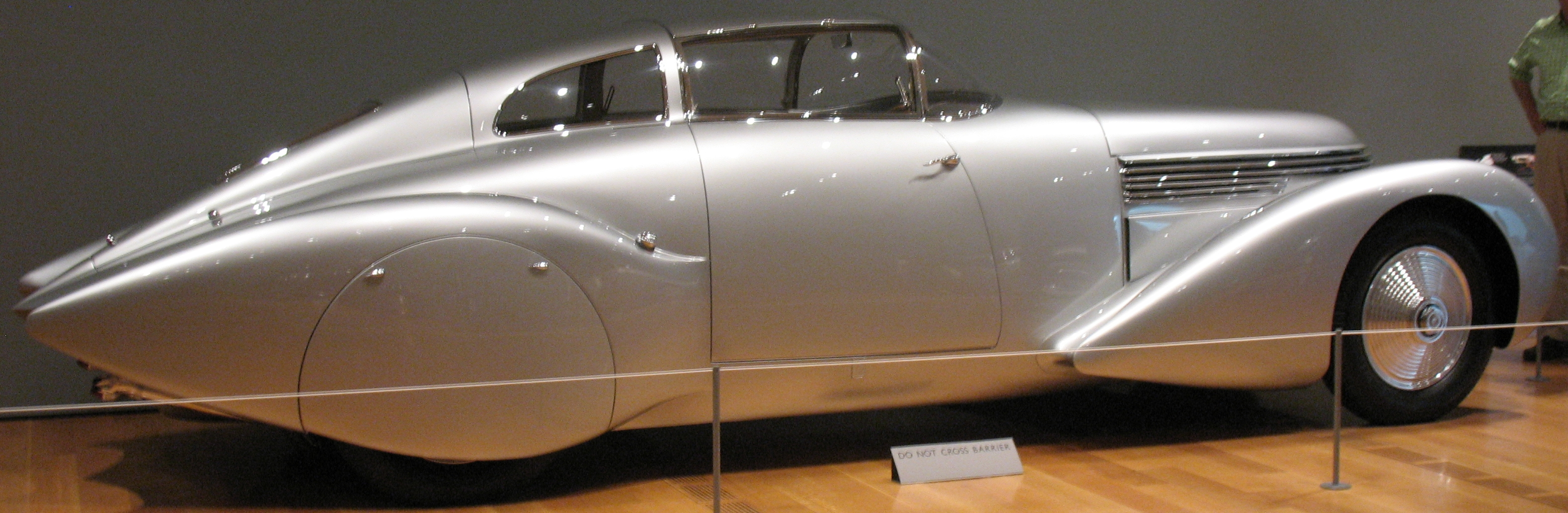
Seitenansicht

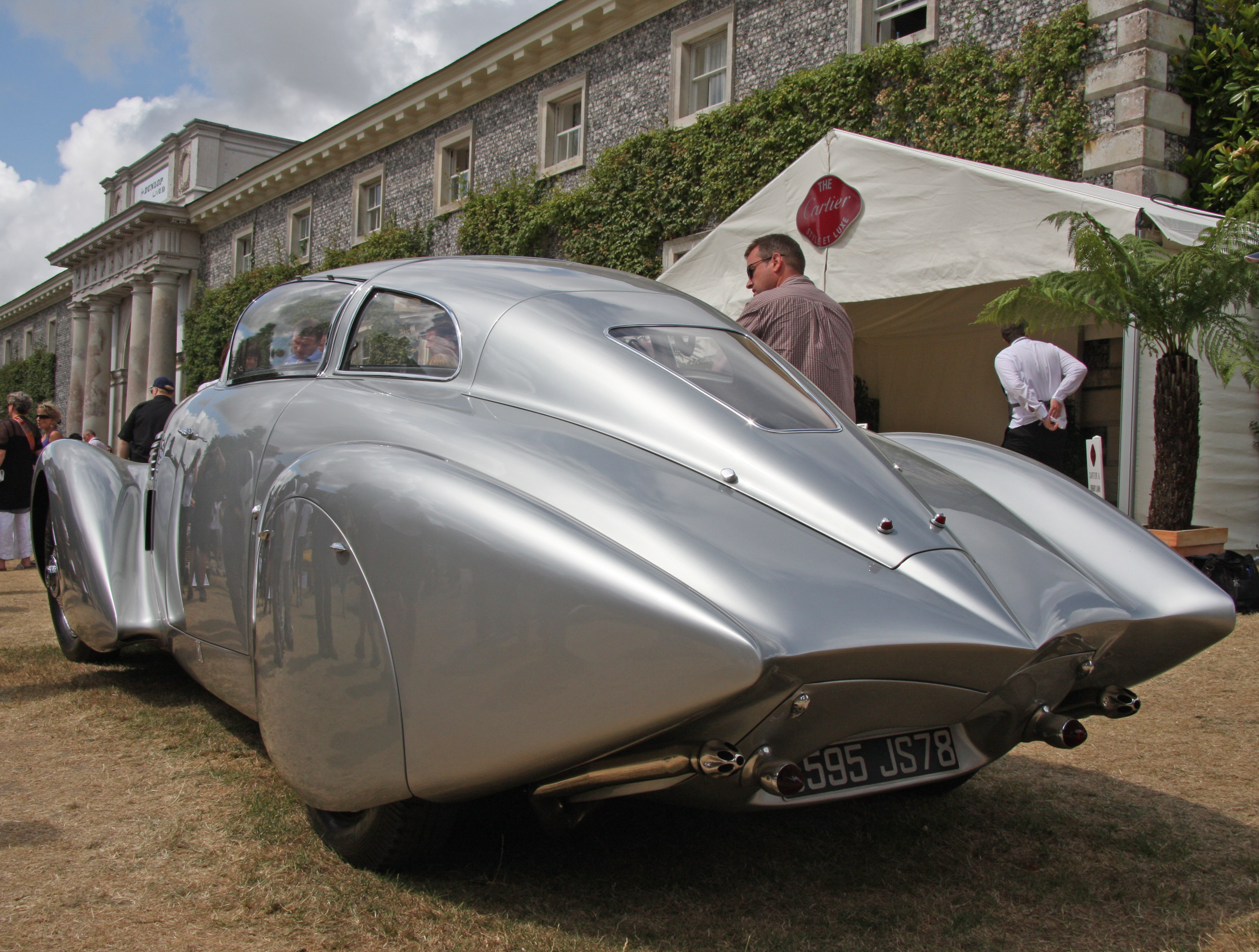
Heckansicht

Der Dubonnet Xenia ist ein Konzeptfahrzeug der 1930er Jahre. Der Konstrukteur benannte es nach dem Vornamen seiner zweiten Frau, die vor Fertigstellung des Fahrzeugs starb.

## Beschreibung
André Dubonnet stellte das Fahrzeug in seinem Unternehmen Automobiles André Dubonnet her. Es war ein Versuchsträger und als Vorstufe für ein Serienmodell gedacht.
Dubonnet hatte die Dubonnet-Federung entwickelt, wobei der Ingenieur Antoine-Marie Chedru behilflich war. Er kaufte ein Fahrgestell vom Typ Hispano-Suiza H 6, genauer vom Typ H 6 B, das auf 1932 datiert ist. Er veränderte das Fahrgestell grundlegend und montierte seine unabhängige Radaufhängung. Anders als bei späteren Serienfahrzeugen sind die vorderen Schwingarme gezogen und die hinteren geschoben.
Der Ottomotor stammt von Hispano-Suiza H 6 C. Es ist ein Sechszylinder-Reihenmotor. Jeder Zylinder hat 110 mm Bohrung und 140 mm Hub. Das ergibt 7983 cm³ Hubraum. Als Leistung sind 160 PS (118 kW) angegeben. Der Motor ist vorn im Fahrgestell eingebaut. Er treibt über eine Welle mit Hardyscheibe die Hinterachse an.
Die Karosserie entwarf der Designer und Aerodynamik-Spezialist Jean Édouard Andreau. Mit der Ausführung wurde das Karosseriebauunternehmen Saoutchik beauftragt.
Es ist ein zweitüriges Coupé in Stromlinienform mit vier Sitzen. Saoutchik hatte sich Mitte der 1930er Jahre ein neuartiges Scharniersystem patentieren lassen, das er, in Anlehnung an das Zeichengerät, „Pantograph“ nannte. Bei dieser besonderen Form der Schiebetür wird die Türe von Streben getragen und geführt. Beim Öffnen wird sie erst seitlich ausgezogen und, wenn sie weit genug von der Karosserie absteht, parallel an dieser entlang nach hinten gezogen, bis sie die Türöffnung ganz freigibt. Das Fahrzeug hat die wahrscheinlich erste echte Panoramascheibe eines Automobils. Die Heckklappe beinhaltet das rückwärtige Fenster, somit ist es ein Kombicoupé. In einem Video sind drei maßgeschneiderte Koffer im Kofferraum zu sehen.
Der Wagen hat die Fahrgestellnummer 103. Sie kann nicht von Hispano-Suiza stammen, denn sowohl das spanische Werk La Hispano-Suiza als auch das französische Werk Société Française Hispano-Suiza, die beide den H 6 herstellten, waren schon lange bei fünfstelligen Nummern angelangt. Auf dem Typenschild steht Automobiles André Dubonnet, die Adresse des Unternehmens in Neuilly-sur-Seine, als Type Xenia und eine hier nicht erkennbare Chassis-Nr. Die für Fahrzeuge der Marke Hispano-Suiza üblichen Merkmale, der Storch als Kühlerfigur und der Schriftzug auf dem Kühlergrill, fehlen.
Der Radstand beträgt 4064 mm. Das Fahrzeug ist 5664 mm lang, 1956 mm breit und 1575 mm hoch.
Als Höchstgeschwindigkeit sind je nach Quelle 160 km/h und 177 km/h angegeben.

## Xenia heute
Xenia war Dubonnets Privatwagen. Während der Kriegsjahre war das Fahrzeug versteckt. Am 9. Juni 1946 nahm es an der feierlichen Wiedereröffnung des Saint-Cloud-Tunnels für den zivilen Gebrauch teil. Alain Balleret, Präsident des französischen Hispano-Suiza-Club, kaufte das Fahrzeug in den 1960er Jahren und restaurierte es. 1999 ersteigerte es Charles Morse auf einer Auktion. Peter Mullin erwarb das Fahrzeug 2003 und stellt es in seinem Mullin Automotive Museum aus. Eine andere Quelle nennt den ersten Käufer Alain Bailleres, das Jahr 1960, und gibt seinen Tod 1999 als Grund für die Versteigerung an. Laut einer weiteren Quelle restaurierte D&D Classic in Ohio den Wagen.
Das restaurierte Fahrzeug erhielt mehrere Auszeichnungen bei verschiedenen Concours d’Elegance:
- Pebble Beach Concours d’Elegance 2000: Elegantestes geschlossenes Fahrzeug[8][9]
- Amelia Island Concours d’Elegance 2001: Bestes Fahrzeug[10][8]
- Greenwich Concours d’Élegance 2001: Bestes Fahrzeug[9]
- Meadowbrook Concours d’Elegance 2001: Auszeichnung für herausragende Technik[10]
- Art Center College of Design Car Classic 2005: Auszeichnung von Studenten[9]
- Rodeo Concours d’Elegance 2008: Bestes Fahrzeug[9]
- Goodwood Festival of Speed 2009: Bestes Fahrzeug[9]
- Classic Auto Show in Los Angeles im März 2018: Auszeichnung[11]
- Rodeo Drive Concours d’Elegance 2018: Bestes Fahrzeug[12]

Minichamps hat Modellautos in den Maßstäben 1:18 und 1:43 produziert.
Hispano Suiza Cars aus dem spanischen Peralada präsentierte 2019 mit dem Hispano Suiza Carmen einen Supersportwagen, der einige Designelemente übernahm.

## Vorgänger
Bereits 1932 hatte André Dubonnet ein Fahrzeug auf dem Pariser Autosalon präsentiert, das ebenfalls Xenia genannt wurde. Die Limousinenkarosserie mit Portaltüren (ohne B-Säule) baute Daste. Dieses Fahrzeug wurde 1932 auf dem Pariser Salon gezeigt und später in die USA gebracht. Im Nachhinein wird das erste Fahrzeug auch Xenia I und das zweite – hier beschriebene – Fahrzeug Xenia II genannt.